# Beschulung jüdischer Kinder in Ludwigsburg
In Ludwigsburg selbst gab es keine eigenständige jüdische Schule, weil die jüdische Gemeinde dort zu klein war. Der Unterricht speziell für die jüdischen Kinder wurde durch einen Vorsänger abgehalten, konzentrierte sich auf religiöse Traditionen und Hebräisch und fand dann z. B. in Privathäusern statt. Ansonsten besuchten die jüdischen Kinder  die regulären Schulen in Ludwigsburg. 1935 wurde ihnen der Schulbesuch im Rahmen der nationalsozialistischen Ausgrenzung und Verfolgung verboten. Ab 1937 konnten jüdische Kinder aus Ludwigsburg ausschließlich die jüdische Schule in Stuttgart besuchen, bis auch diese 1941 schließen musste.

## Jüdisches Schulwesen in Württemberg
Im Mittelalter hatten größere jüdische Gemeinden eigene Schulen. Im 18. Jahrhundert erhielten die Kinder kleinerer jüdischer Gemeinden Unterricht oft durch Haus- und Wanderlehrer, durch Rabbiner und Vorsänger. Unterrichtet wurden vor allem religiöse Inhalte und Hebräisch. Erlasse des Königlichen Ministerium des Kirchen-Schulwesens vom 9. Februar 1825 und des Evangelischen Konsistoriums vom 12. Juli 1825 verpflichtete alle jüdischen Kinder vom 6.–14. Lebensjahr eine Schule zu besuchen. Das konnte eine christliche Ordensschule sein – vom Religionsunterrichts war man befreit – oder Unterricht bei einem staatlich geprüften Lehrer.
Vor 1828 hatten bereits einige Gemeinden Schulen auf eigene Kosten eingerichtet. Es gab jüdische Volksschulen, freiwillige jüdische Konfessionsschulen, allgemeine Ortsschulen und höhere Schulen. Die jüdischen Volksschulen waren aufgrund des Volksschulgesetzes vom 29. September 1836 von der politischen Ortsgemeinde zu errichten und zu erhalten. Voraussetzung war, dass mindestens 60 Familien der entsprechenden Konfession vorhanden waren. Die freiwilligen jüdischen Konfessionsschulen wurden nicht von der politischen Ortsgemeinde, sondern von der israelitischen Kirchengemeinde errichtet und erhalten. Bis 1835 gab es knapp 30 württembergische Gemeinden mit einer derartigen Anstalt.
1922 wurde der jüdische Religionsunterricht durch eine Verfügung des Ministeriums des Kirchen- und Schulwesens ordentliches Lehrfach in jeder Schule, sofern innerhalb von drei aufeinanderfolgenden Schuljahren mindestens 10 jüdische Kinder in der Klasse teilnahmen.

## Beschulung jüdischer Kinder in Ludwigsburg
In Ludwigsburg gab es bis 1938 eine jüdische Gemeinde. Ihre Entstehung beginnt im 18. Jahrhundert mit einigen jüdischen Hoffaktoren (seit 1718), unter ihnen Joseph Süß Oppenheimer. Die Gemeinde wird 1848 gegründet. Die höchste Anzahl an jüdischen Bewohnern gibt es mit 243 Personen im Jahr 1900. In Ludwigsburg lebten bis Anfang des 19. Jahrhunderts nur sehr wenige jüdische Kinder. Es kann sein, dass sie die christlichen Schulen besucht und den religiösen Unterricht durch die Eltern erfahren haben. Dann stieg ihre Zahl soweit an, dass 1816 von der Gemeinde ein Vorsänger und Lehrer für den Religionsunterricht eingestellt wurde. Am 16. Mai 1825 gab es neun jüdische Familien in der Stadt mit insgesamt 23 Kindern im schulpflichtigen Alter zwischen sechs und vierzehn von denen alle die örtlichen Schulen besuchten. 1828 besuchten von den 17 schulpflichtigen jüdischen Kindern zwei das Lyceum, eines die Realschule und die 14 anderen weitere Schulen in Ludwigsburg. Die Kinder nahmen am regulären Unterricht teil, waren aber am Sabbat und an jüdischen Feiertagen vom Unterricht befreit. Die Zahl der jüdischen Religionsschüler in Ludwigsburg stieg zwischen 1889 und 1892 von 37 auf 48 und sank dann bis 1897 wieder auf 23 Kinder ab.
Ab 1933 wurden die jüdischen Kinder und Jugendlichen aus dem Bildungssystem nach und nach ausgeschlossen. Jüdische Privatschulen konnten eine Zeit lang weiterarbeiten, 1938/39 mussten sie aber nach und nach alle schließen. 1941 zuletzt auch in Stuttgart. 1935, nach den Nürnberger Parteitagsbeschlüssen, regte der Gemeinderat in Ludwigsburg an eine Judenschule einzurichten und fragte dazu die Anzahl der jüdischen Schüler in Ludwigsburger Volksschulen ab. Demnach wurden 1935 noch 12 jüdische Kinder unterrichtet. Daher beschloss der Gemeinderat, dass diese Kinder die jüdische Schule in Stuttgart besuchen sollten. 1937 folgte der entsprechende Beschluss des Kultusministers, entweder eine jüdische Privatschule in Ludwigsburg einzurichten oder die jüdischen Schüler der Schule in Stuttgart zuzuweisen.
Nach 1945 wurde keine der jüdischen Konfessionsschulen in Württemberg wiederbegründet. Erst seit 2008 gibt es in Stuttgart wieder eine jüdische Grundschule, die Eduard-Pfeiffer-Schule.

## Lehrkräfte
Den jüdischen Religionsunterricht verantwortete ab 1816 Bär Jacob Berlinger, vermutlich im Gebäude des Betsaales oder in einem der jüdischen Privathäuser. Trotz der Bemühungen der Gemeinde Ludwigsburg Berlinger zu halten, wurde er 1819 wegen der geänderten rechtlichen Vorgaben für die Zulassung zum Vorsänger entlassen und durch einen geprüften Lehrer, Leopold Hoffmann, ersetzt. Von 1834 bis 1876 arbeitete Salomon Kahn als Vorsänger und Lehrer der jüdischen Gemeinde in Ludwigsburg und erteilte einige Male die Woche Religionsunterricht. 1966 übernahm Kahn auch den Unterricht der Kinder in Aldingen, da der Lehrer dort erkrankt war. Salomon Kahn hatte wie sein Vorgänger Hofheimer am Esslinger Lehrerseminar studiert. Nach dem Tod Salomon Kahns 1878 bemühte sich die Gemeinde Ludwigsburg um einen Nachfolger. Als Vertretung gewann man Moritz Kahn, der bis dahin Vorsänger und Lehrer in Creglingen gewesen war. Ab dem August 1878 war die Stelle mit Abraham Schmal wieder regulär besetzt. Abraham Schmal war auch im „Verein israelitischer Lehrer und Vorsänger im Königreich Württemberg“ aktiv. Nach dem Ende seiner 29-jährigen Dienstzeit wegen einer Erkrankung erhielt Schmal am 4. Dezember 1907 die Verdienstmedaille des Kronordens als Auszeichnung für seine Arbeit. Von 1908 bis 1924 arbeitete Alexander Adelsheimer als Vorsänger in Ludwigsburg. Dann wechselte er als Religionslehrer nach Stuttgart. Von 1924 bis 1939 übernahm das Amt Samuel Metzger, der ebenfalls am Lehrerseminar studiert hatte. Samuel Metzger wanderte 1939 nach Kolumbien aus.

## Unterrichtsinhalte
Den Lehrplan und die Schulmaterialien legte die Oberschulbehörde fest. Für den Religionsunterricht gab die Oberkirchenbehörde Lehrpläne und Lehrbücher heraus. So wurden zwischen 1836 und 1911 verschiedene Lehr-, Lese-, Spruch- und Gesangbücher für die jüdischen Volksschulen herausgebracht. Unter Bär Berlinger konzentrierte sich der Unterricht auf Hebräisch Lesen und Schreiben und die Lehre der traditionellen täglichen Gebete. Mit Leopold Hoffmann änderten sich die Inhalte und bezogen die neu erschienenen Israelitischen Gesangbücher, Religionsbücher und Spruchbücher für Württemberg. Im Jahr 1894 erhielten die Kinder etwa 8,25 Stunden Religionsunterricht in der Woche.

## Unterrichtsraum
Jüdische Schulen waren unterschiedlich untergebracht. Teils gab es eigene Schulgebäude, gewöhnlich zusammen mit einer Lehrer-/Vorsänger- oder Rabbiner-Wohnung. Oft wurde die Schule aber mit mehreren Einrichtungen zu eine Art Gemeindezentrum zusammengefasst. Wenn die Gründung einer eigenen Schule aufgrund zu geringer Kinderzahlen unmöglich war, dann besuchten die Kinder die evangelische oder katholische Schule. Selten besuchten auch christliche Kinder eine jüdische Schule. 1824 wurde in Ludwigsburg ein Hintergebäude zu Wolf Jordans Haus in der Mömpelgardstr. 18 für den Unterricht genutzt, das 1919/20 abgerissen wurde. Dort war damals auch der Betsaal der jüdischen Gemeinde untergebracht. Neben dem Unterrichtsraum lag der Wohnraum des Lehrers und Vorsängers. 1853/54 wurden dort vier Kinder unterrichtet, ein Jahr später waren es sechs.

## Der Vorbeter oder Vorsänger (Kantor) als Lehrer
Der Vorsänger war oft gleichzeitig der Religionslehrer oder auch der Schächter oder Amtsdiener der Gemeinde. Ab 1828 wurde vorgeschrieben, dass jeder Kantor eine staatlich anerkannte Vorsänger-Dienstprüfung absolvieren musste und durch Ministerialerlass musste er auch die Ausbildung zum Schullehrer absolviert haben.
Die Ausbildung der jüdischen Lehrer folgte denselben Bedingungen wie die der anderen Lehrkräfte. Sie konnten sich bis 1928 allerdings ausschließlich am evangelischen Lehrerseminar in Esslingen ausbilden lassen, weil es nur dort eine jüdische Volksschule als Ausbildungsstätte gab. Da die Stelle des Vorsängers und Schullehrers waren miteinander verknüpft waren, ordnete ein Ministrialerlaß vom 28. November 1829 an, dass jeder Vorsänger auch die Ausbildung zum Schullehrer durchlaufen müsse.
Anders als bei den sonstigen Schullehrern, waren für die Ernennung und Entlassung nicht die Schulbehörde zuständig, sondern die Vorsänger von der Gemeinde zu wählen und konnten jederzeit von der Oberkirchenbehörde jederzeit entlassen werden. Erst 1874 wurde auch hier die Entlassung durch das Ministerium und ab 1912 die Ernennung durch die Oberkirchenbehörde vorgeschrieben. 1874 bestimmte die Oberkirchenbehörde, dass die Vorsänger die gleichen Pensionsrechte wie Lehrer jeder anderen Kategorie erhalten sollten. Dadurch wurden die jüdischen Lehrer und Vorsänger in Württemberg besser gestellt als ihre auswärtigen Berufsgenossen.